# Gäddvattnet, Jämtland
Gäddvattnet är en sjö i Ragunda kommun i Jämtland och ingår i Indalsälvens huvudavrinningsområde. Sjön har en area på 0,274 kvadratkilometer och ligger 462,1 meter över havet.

## Delavrinningsområde
Gäddvattnet ingår i det delavrinningsområde (702188-151343) som SMHI kallar för Inloppet i Ytterstvattnet. Medelhöjden är 429 meter över havet och ytan är 30,87 kvadratkilometer. Räknas de 11 avrinningsområdena uppströms in blir den ackumulerade arean 150,26 kvadratkilometer. Gilleran som avvattnar avrinningsområdet har biflödesordning 2, vilket innebär att vattnet flödar genom totalt 2 vattendrag innan det når havet efter 138 kilometer. Avrinningsområdet består mestadels av skog (83 procent). Avrinningsområdet har 0,97 kvadratkilometer vattenytor vilket ger det en sjöprocent på 3,2 procent.